# Los Feliz (Los Ángeles)
Los Feliz es un vecindario situado en una colina del área metropolitana de Hollywood en Los Ángeles, California, que colinda con Hollywood y abarca parte de las Montañas de Santa Mónica.
El barrio lleva el nombre de una familia, los Feliz, que eran los propietarios de la zona desde 1795, cuando a José Vicente Féliz se le concedió el Rancho Los Feliz. Dicho rancho se extendía por lo que en la actualidad son los barrios de Los Feliz y de Griffith Park.
En los últimos años, con la llegada de muchos migrantes hispanos, este topónimo cada vez se pronuncia más según las normas de la fonética del español.

## Geografía

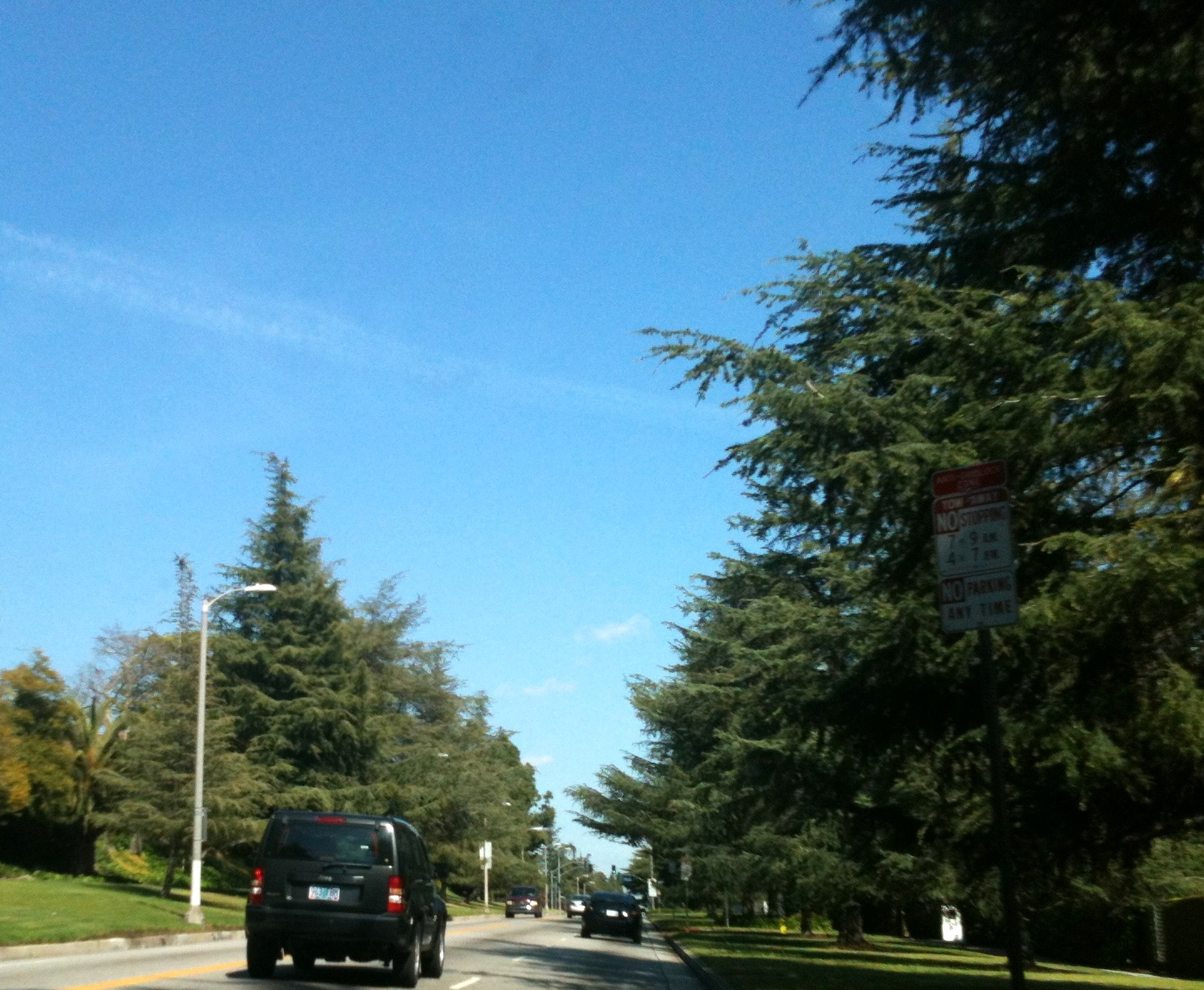
Los Feliz Boulevard, bordeado de cedros del Himalaya

Los Feliz abarca varias zonas  pequeñas y distintas, como Los Feliz Hills y Los Feliz Estates (al norte de Los Feliz Boulevard), Laughlin Park, Los Feliz Village, Los Feliz Square, Los Feliz Knolls y Franklin Hills.
Según el proyecto Mapping L.A. del  Los Angeles Times , Los Feliz es parte del centro de Los Ángeles. Está flanqueado al norte por Griffith Park, al noreste por Atwater Village, al sureste por Silver Lake, en el al sur por East Hollywood, y al noroeste por Hollywood y Hollywood Hills. Los Feliz está situado cerca de las autopistas 101 y 5, en Hollywood y Atwater Village respectivamente.
Sus límites son el Parque Griffith línea entre Fern Dell Drive y Riverside Drive en el norte; el río Los Ángeles al este; Hyperion Avenue y Griffith Park Boulevard en el sureste; Fountain Avenue y Hollywood Boulevard en el sur; y Western Avenue, Los Feliz Boulevard y Fern Dell Drive en el oeste y noroeste.
Los Feliz disfruta de un clima mediterráneo de verano cálido (Csa), al igual que la mayoría de Centro de Los Ángeles.

## Población

### General
El censo de 2000 de EE. UU. contó 35 238 residentes en el vecindario de 2.61 millas cuadradas, con una densidad de 13,512 personas por milla cuadrada, lo que supone una de las mayores densidades de población del Condado de Los Ángeles. En 2008, la ciudad estimó que la población había aumentado a 36 933 personas. La edad media de los residentes era de 36 años, mayor que en la ciudad en su conjunto; el porcentaje de residentes de 65 años o más se encontraba entre los más altos del condado.
El vecindario era muy diverso étnicamente. El desglose por etnias es el siguiente: blancos, 57,6%;  hispanos de cualquier raza, 18,7%;  asiáticos, 13,5%; negros, 3,7%, y otros, 6,6%. Armenia (25,3%) y México (9,4%) fueron los lugares de nacimiento más comunes para el 44,5% de los residentes que nacieron en el extranjero, una proporción alta en comparación con el resto de Los Ángeles.
El ingreso familiar anual promedio en dólares de 2008 fue de 50 793 dólares, aproximadamente lo mismo que en el resto de Los Ángeles, pero una alta tasa de hogares ganaba 20 000 dólares o menos por año. El tamaño promedio del hogar de dos personas era bajo para la ciudad de Los Ángeles. Los inquilinos ocupaban el 75,5% del parque de viviendas y los propietarios de casas o departamentos el resto.
Los porcentajes de hombres que nunca se han casado (50.2%) y de mujeres que nunca se han casado (37.2%) estaban entre los más altos del condado, al igual que el porcentaje de mujeres viudas (10.1%).

## Historia

### Nativos americanos
Mucho antes de que llegaran los colonos españoles para establecerse cerca de las orillas del río Los Ángeles, los nativos americanos eran los únicos habitantes. Se estima que los primeros nativos americanos llegaron al área hace aproximadamente 10,000 años. Los nativos americanos establecieron aldeas, conocidas como "rancherías", en todo el campo. Uno de estos asentamientos estaba dentro de los límites de lo que se convertiría en Rancho Los Feliz. Los estudios arqueológicos han encontrado evidencia de una ranchería sustancial que existía en la desembocadura del cañón Fern Dell en Griffith Park. Se desconoce el nombre tradicional de este pueblo, pero los habitantes eran Gabrielinos. Este nombre fue dado por los españoles debido a los nativos de América.  Asociación de ns con la Misión de San Gabriel. Cuando Gaspar de Portolà viajó por los alrededores en 1769, su expedición se encontró con miembros de este pueblo.

### Donaciones de tierras
El 6647 acres (27 km²; 2690 ha) Rancho Los Feliz, una de las primeras mercedes de tierras en California, fue otorgada al cabo José Vicente Feliz. Una vieja casa adobe construida en la década de 1830 por sus herederos todavía se encuentra en Crystal Springs Drive en Griffith Park. Otras secciones del rancho se desarrollaron y se convirtieron en las comunidades de Los Feliz y Silver Lake.

### El legado de Griffith
El Rancho Los Feliz tuvo muchos propietarios después de la familia Feliz. Uno de los propietarios, Griffith J. Griffith, donó más de la mitad del rancho a la ciudad de Los Ángeles. Este rancho se convirtió en uno de los mayores parques municipales del país.
En 1882, el coronel Griffith adquirió 4071 acres (16 km²; 1647 ha) de Rancho Los Feliz. La finca Lick todavía era propietaria de la parte suroeste del rancho y allí se desarrolló Lick Tract, que más tarde se convirtió en parte de Hollywood. Griffith nunca sirvió en ninguna rama de las fuerzas armadas de los Estados Unidos, pero recibió el título honorario de coronel (coronel honorario) de amigos influyentes de la Guardia Nacional de California. El título siguió siendo un elemento permanente de su nombre. En 1900, solo había 23 propiedades en Los Feliz.
Griffith murió el 6 de julio de 1919, a la edad de 67 años. Griffith legó 700 000 dólares y su terreno de Los Feliz a la ciudad de Los Ángeles para añadirlos a Griffith Park.

### Asesinatos de Tate / LaBianca
El 9 de agosto de 1969, Manson y otros seis compinches asesinaron al ejecutivo de supermercados Leno LaBianca y a su esposa Rosemary en su casa, ubicada en Los Feliz, en Waverly Drive n. 3301. : 176–184, 258–269 

### Imágenes en movimiento

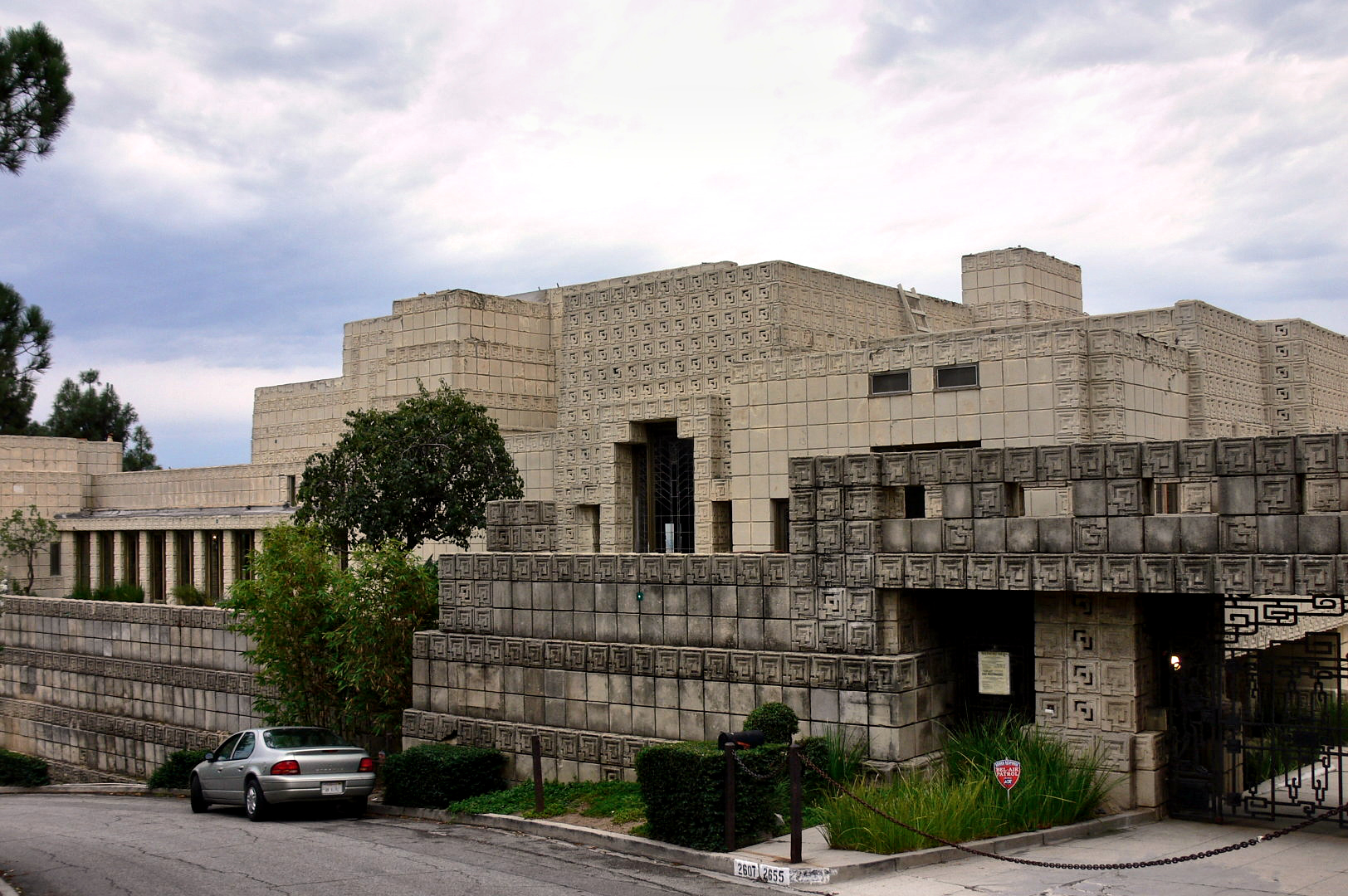
La Ennis House, diseñada por Frank Lloyd Wright

### Incendio de mayo de 2007

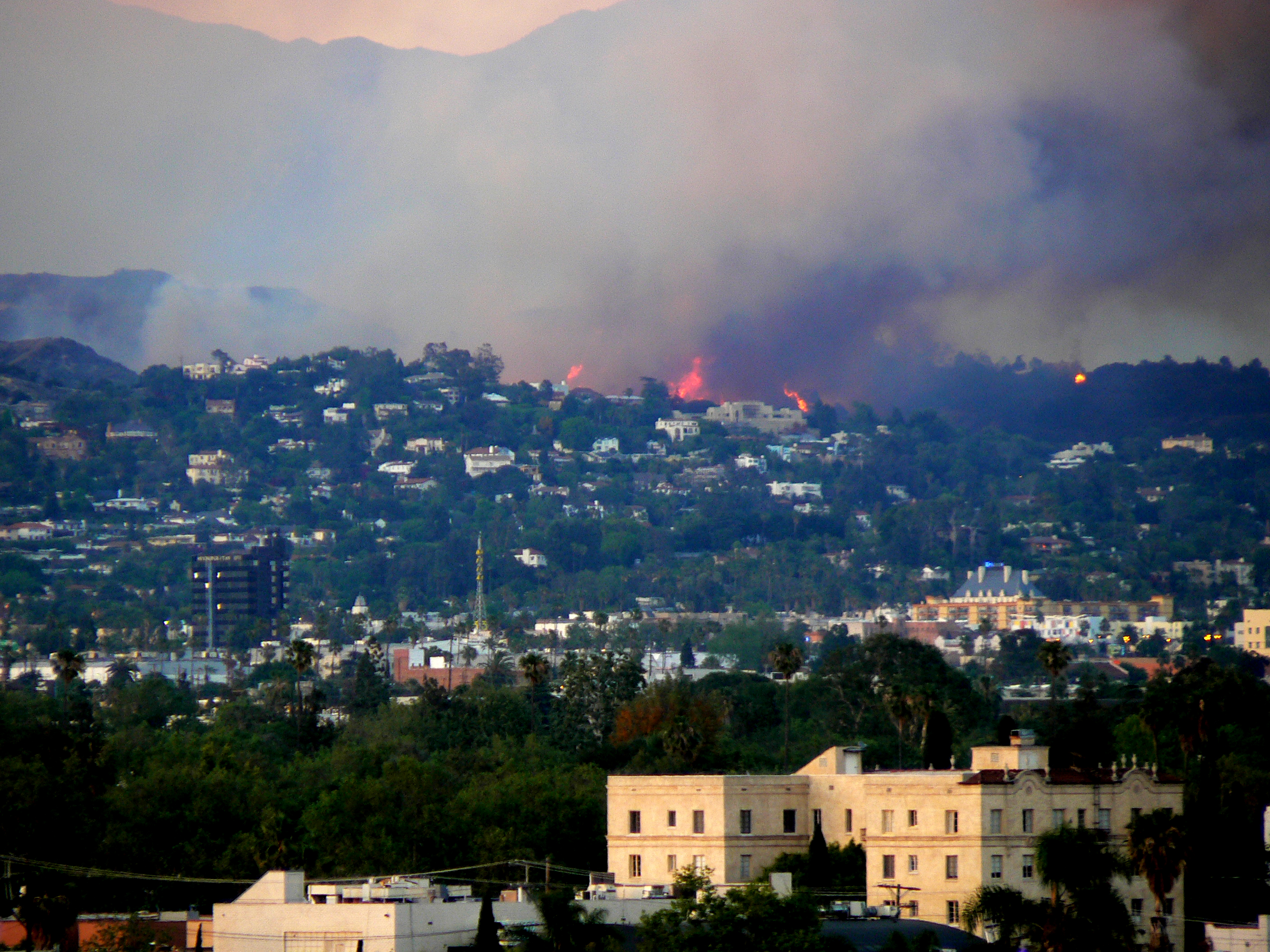
Incendio en Griffith Park en Los Feliz, 2007

Entre el 8 y el 9 de mayo de 2007, cerca de 800 acres (3,2 km²; 323,7 ha) de terreno deshabitado en Los Feliz y Griffith Park, incluido el famoso Dante's View, fueron destruidos en un incendio forestal. Después del incendio, los funcionarios de la ciudad de Los Ángeles prometieron millones de dólares en ayuda para reparar el daño.

## Comunidades
El Consejo Vecinal de Los Feliz está dividido en cinco áreas de interés, que incluyen las siguientes comunidades:
- Distrito A: Los Feliz Hills y Los Feliz Estates[15]
- Distrito B: Plaza Los Feliz, Laughlin Park y Thai Town North[16]
- Distrito C: Los Feliz Village[17]
- Distrito D: Los Feliz Knolls y Waverly Heights

### Los Feliz Hills
El área al norte de Los Feliz Boulevard debajo de Griffith Park se conoce comúnmente como Los Feliz Hills. Los Feliz Hills contienen casas multimillonarias y son conocidas por la gran parte de sus habitantes involucrados en actividades creativas. El ingreso familiar promedio es de $ 196,585.

### Parque Laughlin
El área de Laughlin Park, con 60 casas, está cerrada. En 1998, Laura Meyers de  Los Angeles Magazine  describió el área como "El barrio más seductor y exclusivo de Los Feliz".

### Los Feliz Village
'Los Feliz Village'  es la sección sur de Los Feliz y alberga la mayoría de los escaparates comerciales del distrito. Se ubica entre las avenidas Vermont y Hillhurst y se extiende desde aproximadamente Prospect Avenue hasta Los Feliz Boulevard. Hay varias cafeterías, restaurantes y pequeñas tiendas de ropa y vintage.
El Distrito de Mejoramiento Comercial de Los Feliz Village ayuda a promover los negocios locales y celebra una feria callejera anual.
En febrero de 2014, se abrió una tienda en Los Feliz Village llamada Dumb Starbucks. La iniciativa partió de un programa de Comedy Central, "Nathan for You" y ha ganado notoriedad como una parodia de Starbucks. 

## Educación
Las escuelas del barrio son las siguientes:
- Escuela secundaria superior John Marshall, LAUSD, 3939 Tracy Street. Diseñada por el arquitecto George M. Lindsey en el estilo Gótico colegial, la escuela abrió sus puertas el 26 de enero de 1931. Después del terremoto de Sylmar de 1971, algunos de los edificios de Marshall fueron clausurados. La cafetería fue demolida, pero se conservó el edificio principal. En 1975 se cerró por reforzamiento estructural y en septiembre de 1981 se reabrió. El estadio Mike Haynes, que funciona como estadio de fútbol y atletismo de la escuela, data de 1981 y fue renovado con una pista olímpica reglamentaria y un nuevo campo de césped en 2010. [cita requerida]
- Escuela Primaria Franklin Avenue, LAUSD, en North Commonwealth Avenue en n. 1910
- Escuela Primaria Los Feliz, LAUSD, en North New Hampshire Avenue n. 1740
- Thomas Starr King Escuela secundaria, LAUSD, en Fountain Avenue n. 4201.
- Our Mother of Good Counsel, primaria privada, Ambrose Avenue en n. 4622.
- Lycée International de Los Angeles Campus Los Feliz, primaria privada..

En 1998, Laura Meyers del periódico Los Angeles Times  dijo que los residentes de la sección de Laughlin Park de Los Feliz "tienden a no enviar a sus hijos a las escuelas públicas locales" y en su lugar "a menudo" seleccionan el Lycée International o la escuela Oaks.
La escuela Immaculate Heart está muy cerca de la comunidad.

## Vida nocturna
En Los Feliz Village o en las proximidades hay numerosos bares y restaurantes que se adaptan a la vida nocturna. Se encuentran principalmente en Hillhurst Avenue entre Los Feliz Boulevard y Prospect Avenue, y en Vermont Avenue entre Franklin Avenue y Hollywood Boulevard. Algunos eran bares clásicos en su época de apogeo, frecuentados por gentes de clase trabajadora, pero también por personalidades como Charles Bukowski, Lawrence Tierney y, en general, por poetas, artistas, escritores y otras profesiones creativas.
'The Derby', en Hillhurst Avenue y Los Feliz Boulevard, fue el último bar de la histórica cadena Brown Derby. Apareció en la película Swingers, pero cerró en 2009.
'The Dresden Room' , en Vermont Avenue, que también aparece en la película Swingers, cuenta con entretenimiento en vivo de Marty y Elayne. (Marty y Elayne hacen breves apariciones en Swingers y en el episodio de Mr. Show de la cuarta temporada "Rudy Will Await Your Foundation").
'Figaro Bistrot', en Vermont Avenue, fue construido en 1922.

## Disneyland
Buena Vista Street, la entrada al parque temático California Adventure en el Disneyland Resort, está inspirado en parte en cómo era Los Feliz durante las décadas de 1920 y 1930. Disney Buena Vista Street incluso incluye una tienda minorista llamada "Los Feliz Five and Dime". El estudio Hyperion de Disney estaba ubicado en el barrio de Los Feliz, donde ahora se encuentra Gelson's Market.

## En la cultura popular
Varias escenas de Double Indemnity están ambientadas en el barrio de Los Feliz.
En Close Enough, de J.G. Quintel, los personajes principales viven en Los Feliz.
El vecindario es el tema de "Leaving Los Feliz", una canción de 2015 de Mark Ronson, que aparece en el álbum Uptown Special.
"The Dream Synopsis", última canción del álbum Everything You've Come To Expect de la banda The Last Shadow Puppets, hace mención de este lugar.
Todos los bocetos de "Comedia apenas legal" tienen lugar en el vecindario.
En 2024, la última canción del álbum "Pick-Up Full of Pink Carnations" de The Vaccines se titula Anonymous in Los Feliz.